# Борстендорф
Борстендорф (њем. Borstendorf) општина је у њемачкој савезној држави Саксонија. Једно је од 69 општинских средишта округа Ерцгебирге. Према процјени из 2010. у општини је живјело 1.414 становника. Посједује регионалну шифру (AGS) 14521100.

## Географски и демографски подаци
Борстендорф се налази у савезној држави Саксонија у округу Ерцгебирге. Општина се налази на надморској висини од 454 метра. Површина општине износи 14,5 km². У самом мјесту је, према процјени из 2010. године, живјело 1.414 становника. Просјечна густина становништва износи 97 становника/km².